# Robert Burns (Politiker, 1874)
Robert Burns (* 1874 in Arkansas; † 1950) war ein US-amerikanischer Politiker. Zwischen 1931 und 1935 war er Vizegouverneur des Bundesstaates Oklahoma.

## Werdegang
Robert Burns wurde im Jahr 1874 auf einer Farm in Arkansas geboren. Bis zu seinem 17. Lebensjahr konnte er weder lesen noch schreiben. Nachdem er diesem Missstand abgeholfen hatte, studierte er Jura an der Nashville Law School in Tennessee.  Im Jahr 1900 war er erstmals im Gebiet des späteren Staates Oklahoma. Er kehrte aber noch einmal nach Arkansas zurück, wo er für einige Zeit als Lehrer arbeitete. Für einige Zeit war er auch in Oregon. Seit 1905 lebte er permanent im Oklahoma-Territorium, wo er in verschiedenen Städten als Rechtsanwalt praktizierte. 1907 wurde er Bezirksstaatsanwalt im Stephens County. Im Jahr 1913 zog er nach Oklahoma City.
Politisch schloss sich Burns der Demokratischen Partei an. Von 1916 bis 1920 saß er im Senat von Oklahoma. 1922 kandidierte er erfolglos für das Amt des Gouverneurs. Im Jahr 1930 wurde er an der Seite von William H. Murray zum Vizegouverneur von Oklahoma gewählt. Dieses Amt bekleidete er zwischen 1931 und 1935. Dabei war er Stellvertreter des Gouverneurs und Vorsitzender des Staatssenats. Bei einer seiner Gouverneursvertretungen setzte er eine Belohnung zur Ergreifung von Pretty Boy Floyd aus. Daraufhin erhielt er eine briefliche Drohung des Gangsters. Zwischen 1941 und 1948 saß Burns erneut im Senat von Oklahoma. Außerdem war er damals wieder als Anwalt tätig. Er starb im Jahr 1950. Das genaue Sterbedatum sowie sein Sterbeort sind nicht überliefert.